# 8488 d’Argens
A 8488 d'Argens (ideiglenes jelöléssel 1989 SR1) a Naprendszer kisbolygóövében található aszteroida. Eric Walter Elst fedezte fel 1989. szeptember 26-án.